# Écharcon
 Écharcon  es una población y comuna francesa, ubicada en la región de Isla de Francia, departamento de Essonne, en el distrito de Évry y cantón de Mennecy.

## Demografía
| 331 | 323 | 338 | 395 | 564 | 575 |
| Para los censos de 1962 a 1999 la población legal corresponde a la población sin duplicidades (Fuente: INSEE [Consultar]) |     |     |     |     |     |